# حزب النهضة الوطني
حزب النهضة الوطني (بالفرنسية: Parti Réveil Patriotique)‏ هو حزب سياسي في بنين بقيادة جانفييه يهويديو.

## التاريخ
تم ترشيح يهويديو كمرشح الحزب لانتخابات 2011 الرئاسية. واحتل المركز السادس من بين 14 مرشحا بنسبة 0.56٪ من الأصوات. وفي الانتخابات البرلمانية التي جرت في وقت لاحق من العام، حصل الحزب على 1.5٪ من الأصوات، وفشل في الفوز بمقعد.
خاض الحزب الانتخابات البرلمانية لعام 2015 بالتحالف مع حزب نهضة بنين. حصل الحزبان على 7٪ من الأصوات، وفازا بسبعة مقاعد وأصبحا رابع أكبر فصيل في الجمعية الوطنية. 